# Isla Sabi
Isla Sabi (también escrito Sabi Kyun o bien llamada  Isla Trotter) es una isla en el archipiélago de Mergui en la Región de Taninthayi, al sur de Birmania (Myanmar). Se encuentra entre la Isla Money (Ngwe Kyun) hacia el sur y la isla de Parker en el norte. El estrecho canal entre la isla Ngwe Kyun y la isla de Sabi es más bien superficial, pero el canal de media milla de ancho entre Sabi e Isla Parker es bastante profundo. La isla es muy boscosa y tiene pequeñas bahías con playas de arena en el lado oeste. el punto más alto está a 326 m sobre el nivel del mar. El Coral de Whaleback, que se encuentra a unos tres cuartos de milla de la parte noreste de la isla, está expuesto a unos 8 metros en marea baja.